# Juego de las Estrellas de la Major League Soccer 2000

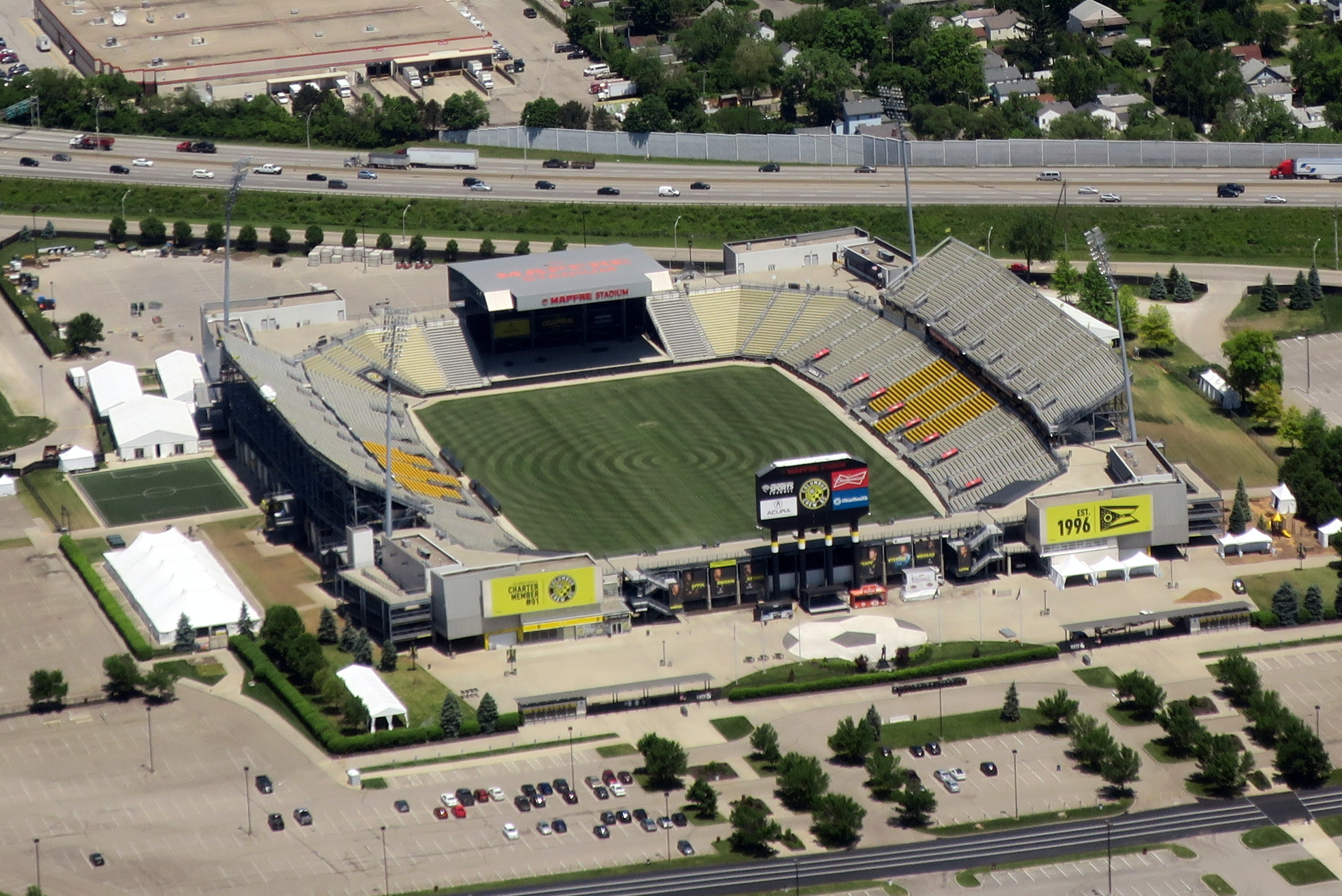
Columbus Crew Stadium

El Juego de las Estrellas de la Major League Soccer 2000 fue la quinta edición del Juego de las Estrellas de la Major League Soccer, se jugó el 29 de julio de 2000 donde participaron los mejores jugadores divididos en dos equipos que representan a cada conferencia. El partido se disputó en el Columbus Crew Stadium en Columbus, Ohio.
El equipo de la conferencia del Este se quedó con el partido tras derrotar por 9-4 al equipo del Oeste.
| Este 9 | Oeste 4 |

## El partido
| POR | Mike Ammann       | 46' 88' |
| DEF | Eddie Pope        | 32'     |
| DEF | Lothar Matthäus   | 46'     |
| DEF | Jeff Agoos        | 34'     |
| DEF | John Harkes       |         |
| MED | Steve Ralston     | 34'     |
| MED | Carlos Valderrama |         |
| MED | Mark Chung        | 88'     |
| MED | Clint Mathis      | 46'     |
| DEL | Jaime Moreno      | 46'     |
| DEL | Adolfo Valencia   | 46'     |
| DT  | -                 |         |

| POR | Tony Meola          | 46' 80'     |
| DEF | Robin Fraser        | 46'         |
| DEF | Greg Vanney         |             |
| DEF | Marcelo Balboa      |             |
| DEF | Khodadad Azizi      | 46' 67' 80' |
| MED | Preki               | 67'         |
| MED | Mauricio Cienfuegos | 46'         |
| MED | Piotr Nowak         | 46'         |
| MED | Chris Armas         | 32'         |
| DEL | Ante Razov          | 46'         |
| DEL | Cobi Jones          | 46'         |
| DT  | -                   |             |

| DEF | Mike Clark       | 32' |
| DEF | Mike Petke       | 34' |
| MED | Pablo Mastroeni  | 34' |
| POR | Scott Garlick    | 46' |
| DEF | Jay Heaps        | 46' |
| DEL | Brian McBride    | 46' |
| DEL | Mamadou Diallo   | 46' |
| DEL | Dante Washington | 46' |

| MED | Matt McKeon     | 32' |
| POR | Zach Thornton   | 46' |
| DEF | Peter Vermes    | 46' |
| MED | Chris Henderson | 46' |
| DEL | Luis Hernández  | 46' |
| MED | Dario Brose     | 46' |
| DEL | Jason Kreis     | 46' |
| DEL | Ariel Graziani  | 46' |

| Anotado | 2'  | Clint Mathis     |
| Anotado | 36' | Jaime Moreno     |
| Anotado | 39' | Adolfo Valencia  |
| Anotado | 51' | Mark Chung       |
| Anotado | 59' | Mamadou Diallo   |
| Anotado | 61' | Mamadou Diallo   |
| Anotado | 65' | Jay Heaps        |
| Anotado | 67' | Dante Washington |
| Anotado | 76' | Brian McBride    |

| Anotado | 17' | Ante Razov          |  |
| Anotado | 19' | Mauricio Cienfuegos |  |
| Anotado | 22' | Ante Razov          |  |
| Anotado | 44' | Piotr Nowak         |  |

| Árbitro             | Paul Tamberino |
| Árbitros asistentes | George Vergara |
| Árbitros asistentes | Robert Fereday |

| POR | Mike Ammann       | 46' 88' |
| DEF | Eddie Pope        | 32'     |
| DEF | Lothar Matthäus   | 46'     |
| DEF | Jeff Agoos        | 34'     |
| DEF | John Harkes       |         |
| MED | Steve Ralston     | 34'     |
| MED | Carlos Valderrama |         |
| MED | Mark Chung        | 88'     |
| MED | Clint Mathis      | 46'     |
| DEL | Jaime Moreno      | 46'     |
| DEL | Adolfo Valencia   | 46'     |
| DT  | -                 |         |

| POR | Tony Meola          | 46' 80'     |
| DEF | Robin Fraser        | 46'         |
| DEF | Greg Vanney         |             |
| DEF | Marcelo Balboa      |             |
| DEF | Khodadad Azizi      | 46' 67' 80' |
| MED | Preki               | 67'         |
| MED | Mauricio Cienfuegos | 46'         |
| MED | Piotr Nowak         | 46'         |
| MED | Chris Armas         | 32'         |
| DEL | Ante Razov          | 46'         |
| DEL | Cobi Jones          | 46'         |
| DT  | -                   |             |

| DEF | Mike Clark       | 32' |
| DEF | Mike Petke       | 34' |
| MED | Pablo Mastroeni  | 34' |
| POR | Scott Garlick    | 46' |
| DEF | Jay Heaps        | 46' |
| DEL | Brian McBride    | 46' |
| DEL | Mamadou Diallo   | 46' |
| DEL | Dante Washington | 46' |

| MED | Matt McKeon     | 32' |
| POR | Zach Thornton   | 46' |
| DEF | Peter Vermes    | 46' |
| MED | Chris Henderson | 46' |
| DEL | Luis Hernández  | 46' |
| MED | Dario Brose     | 46' |
| DEL | Jason Kreis     | 46' |
| DEL | Ariel Graziani  | 46' |

| Anotado | 2'  | Clint Mathis     |
| Anotado | 36' | Jaime Moreno     |
| Anotado | 39' | Adolfo Valencia  |
| Anotado | 51' | Mark Chung       |
| Anotado | 59' | Mamadou Diallo   |
| Anotado | 61' | Mamadou Diallo   |
| Anotado | 65' | Jay Heaps        |
| Anotado | 67' | Dante Washington |
| Anotado | 76' | Brian McBride    |

| Anotado | 17' | Ante Razov          |  |
| Anotado | 19' | Mauricio Cienfuegos |  |
| Anotado | 22' | Ante Razov          |  |
| Anotado | 44' | Piotr Nowak         |  |

| Árbitro             | Paul Tamberino |
| Árbitros asistentes | George Vergara |
| Árbitros asistentes | Robert Fereday |